# Cárdenas, Matanzas
Cárdenas este un oraș din Cuba.

## Personalități
- Emilio Bobadilla (1862–1921), scriitor
- Paquito Hechavarría (1939–2012), pianist
- Ernest Sosa (n. 1940), filosof
- Juan Pablo Villar Alemán (n. 1949), pictor